# Anna Hildach
Anna Hildach (5 oktober 1852 – Frankfurt am Main, 18 november 1935) was een Duits sopraan en mezzosopraan.
Ze studeerde als Anna Schubert in Berlijn bij Elisabeth Dreyschok. Ze huwde Eugen Hildach en was (samen met hem) zangdocent aan het Conservatorium in Dresden, ging op concertreis met haar man en stichtte samen met hem een zangopleiding in Frankfurt am Main. Ze leverde ook enige gedichten, waarbij haar man muziek schreef.
- Bibliothèque nationale de France: cb14800753m (data)
- Gemeinsame Normdatei: 116801697
- International Standard Name Identifier: 0000 0000 1389 290X
- Virtual International Authority File: 40139131
- WorldCat: E39PBJhhmkbV6M3jmBRyPtVt8C